# ماو كوباياشي (ممثلة يابانية)
ماو كوباياشي (باليابانية: 小林麻央؛ بالكانا: こばやし まお) هي تارينتو ومذيعة أخبار وممثلة يابانية، ولدت في 21 يوليو 1982 في أوجيا في اليابان، وتوفيت في 22 يونيو 2017 في Aobadai ‏ في اليابان بسبب سرطان الثدي. من الجوائز التي نالتها 100 امرأة على بي بي سي سنة 2016.

## جوائز
- 100 امرأة على بي بي سي (2016)

## وصلات خارجية
- الموقع الرسمي
- ماو كوباياشي على موقع IMDb (الإنجليزية)
- ماو كوباياشي على موقع قاعدة بيانات الفيلم (الإنجليزية)